# حوذان أرجواني
الحوذان الأرجواني (Ranunculus muricatus) نوع نباتي يتبع جنس الحوذان من الفصيلة الحوذانية.

## الموئل والانتشار
موطنه الأصلي غرب أوروبا ولكنه انتشر في مناطق أخرى كثيرة مثل بلاد الشام وأمريكا وأستراليا.